# V de V Sports
V de V Sports is een van oorsprong Franse raceorganisatie die actief is in Europa. De baas van deze organisatie is de Belg Eric van de Vyver. V de V Sports organiseert in 2008 acht kampioenschappen voor tourwagens en Le Mans Prototypes.

## Kampioenschappen

### Historic Endurance

#### Historic Challenge
De Historic Challenge is een kampioenschap voor oude GT's en toerwagens. De auto's moeten in bezit zijn van het Historic Technical Passport, om er voor te garanderen dat de auto's veilig en authentiek zijn. Automerken zoals Porsche zijn goed vertegenwoordigt. Ook speciale raceautofabrikanten zoals Chevron en Lola zijn sterk aanwezig in dit kampioenschap. Er zijn verschillende klassen voor toerwagens en prototypes.
Totaal kampioenen
| Jaar | Coureur                        | Auto        |
| ---- | ------------------------------ | ----------- |
| 2007 | Miguel Langin & Bernard Moreau | Porsche 911 |

#### Historic French Championship
Dit kampioenschap volgt een andere kalender dan alle andere V de V kampioenschappen. Hier doen alleen tourwagens mee. De populairste auto in deze klasse is de Porsche 911, van de 22 deelnemers in 2007 reden er 15 in een Porsche 911. De anderen reden in een Austin Healey BN 2 of in een Alpine M 63 B.
Totaal kampioenen
| Jaar | Coureur       | Auto        |
| ---- | ------------- | ----------- |
| 2007 | Gérard Cayeux | Porsche 911 |

#### Compobat Challenge
De Compobat Challenge is een kampioenschap speciaal voor de Porsche 911 GTS. De winnaar van het kampioenschap krijgt 5000€.
Totaal kampioenen
| Jaar | Coureur                  | Auto        |
| ---- | ------------------------ | ----------- |
| 2007 | Gérard de Ville de Goyet | Porsche 911 |

#### MOTUL Challenge
De MOTUL Challenge is een kampioenschap voor oude GT's. Elke auto heeft twee coureurs, de punten gaan naar de auto, niet de coureur. Er doen auto's mee zoals de Ford GT40, Ferrari Daytona 365 GTB/4, Porsche 911 en de Lotus Seven. De naamgevende sponsor is MOTUL, een smeerolie producent.
Totaal kampioenen
| Jaar | Coureur     | Auto      |
| ---- | ----------- | --------- |
| 2007 | Allen Lloyd | Ford GT40 |

### Modern Endurance

#### GT-Touring Challenge
Dit is een kampioenschap voor moderne sportwagens. Er zijn verschillende klassen: Grand Touring (onderverdeeld in: GT V1, GT V2, GT V3, GT V4) en Touring (onderverdeeld in: Silhouette, Groupe N, Groupe A, F2000). Er doen auto's mee zoals de Porsche 996, BMW Z3, Ferrari F430.
Totaal kampioenen
| Jaar | Coureur        | Auto        |
| ---- | -------------- | ----------- |
| 2007 | Pierre Benoist | Porsche 996 |

#### PROTO Challenge
De PROTO Challenge is een kampioenschap voor sportwagen prototypes, vergelijkbaar met de LMP2 klasse in de 24 uur van Le Mans. Er zijn drie klassen: CN, C3 en C2-1. C2-1 doet niet mee voor het kampioenschap. In de CN-klasse doen alleen auto's mee met een motorinhoud van 2000 cc, en in de C3-klasse doen alleen auto's mee met een motorinhoud van 1600 cc.
De motoren van de CN-auto's moeten gelimiteerd zijn op 8200 toeren per minuut. Tot een motor inhoud van 1000 cm³ mag een auto 480 kg wegen, tot 1300 cm³ mag de auto 500 kg, tot 1600 cm³ mag de 520 kg wegen, tot 2000 cm³ mag de auto 570 kg wegen.
De C3-auto's mogen geen stuurbekrachtiging hebben. Verder moeten ze ook voldoen aan een bepaald gewicht. Tot een motorinhoud van 1000 cm³ mag de auto 505 kg wegen, tot 1300 cm³ mag de auto 540 kg wegen, tot 1600 cm³ mag de auto 580 kg wegen. De auto's mogen zwaarder zijn omdat in deze auto's minder koolstofvezel in zit verwerkt.
Auto's in dit kampioenschap zijn bijvoorbeeld de Ligier SJ49, Norma M20, Juno SSE, Radical SR3 en de Merlin MP23.
Kampioenen
| Jaar | Coureur       | Auto     |
| ---- | ------------- | -------- |
| 2006 | Julien Schell | ?        |
| 2007 | Rob Croydon   | Juno SSE |

### Sprint PROTO/Funyo

#### Sprint PROTO Challenge
Deze klasse rijdt ook met auto's die vergelijkbaar zijn met die uit de LMP2-klasse. Ook deze klasse heeft verschillende sub-klassen: CN (2000 cc tot 3000 cc) en C3 (1600 cc tot 2000 c). Het maximumgewicht wordt bepaald door de motorinhoud net zoals bij de PROTO Challenge. Bekende merken in dit kampioenschap zijn: Ligier, Horma, Funyo, Radical, Merlin en Juno.
Kampioenen
| Jaar | Coureur         | Auto       |
| ---- | --------------- | ---------- |
| 2007 | David Zollinger | Norma M20F |

#### Funyo Challenge
De Funyo Challenge is een klasse voor het automerk Funyo. Er zijn twee klassen: RC en NC. De RC-klasse heeft een open technisch reglement, de teams mogen veel veranderen aan de auto. In de NC-klasse rijden ze met een nagenoeg standaard Funyo 4.
Kampioenen
| Jaar | Coureur           | Auto      |
| ---- | ----------------- | --------- |
| 2007 | Jacques Fontbonne | Funyo 4RC |